# جوريس مارفو

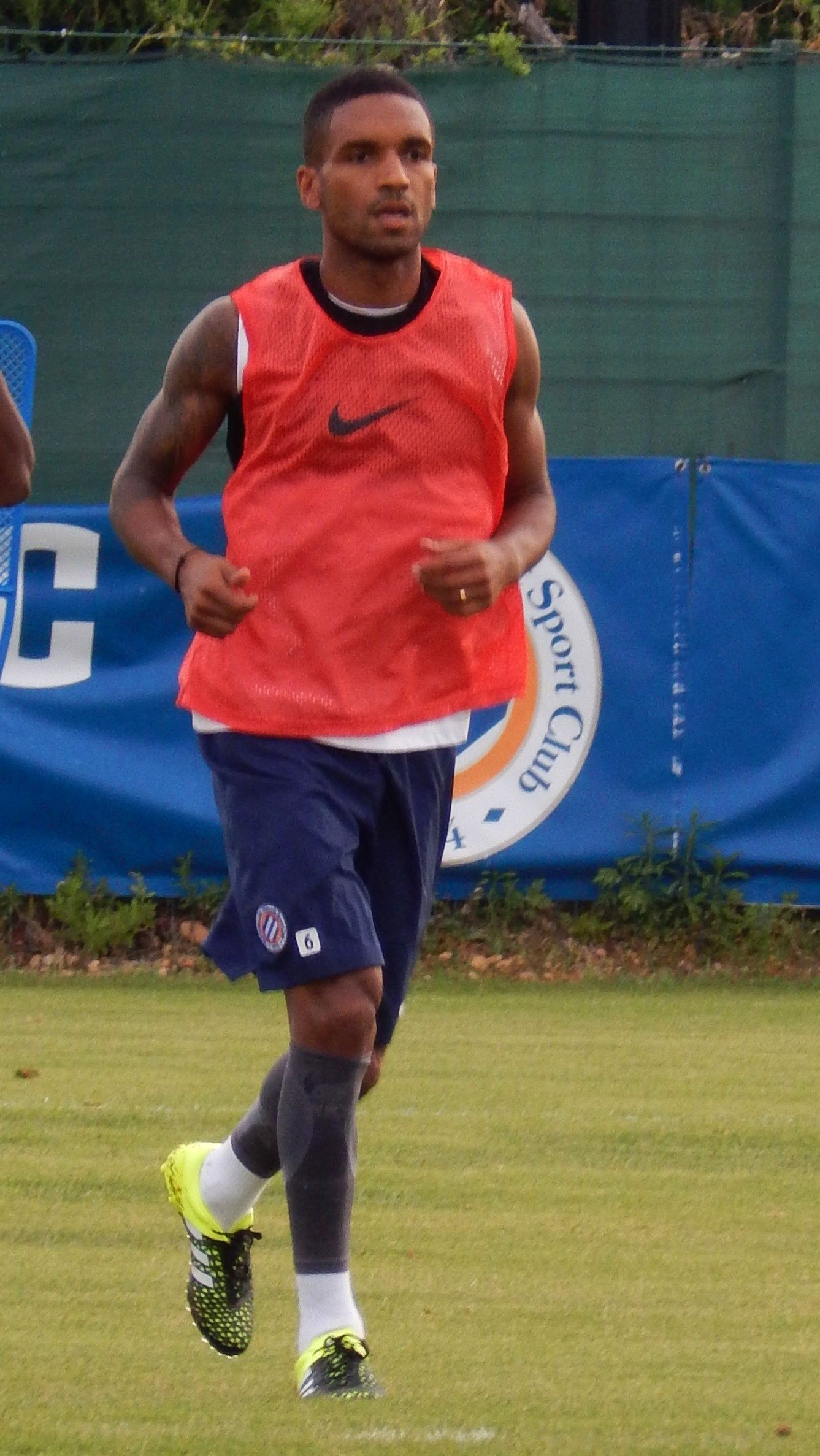

جوريس مارفو (بالفرنسية: Joris Marveaux)‏ (مواليد 15 أغسطس 1982 في فان - فرنسا) لاعب كرة قدم فرنسي يلعب حاليا لصالح نادي الدرجة الأولى مونبيلييه الفرنسي منذ 2008 في مركز الوسط المحوري .

## روابط خارجية
- جوريس مارفو على موقع الاتحاد الأوربي (الإنجليزية)
- جوريس مارفو على موقع رابطة كرة القدم الفرنسية للمحترفين (الإنجليزية)
- جوريس مارفو على موقع قاعدة بيانات كرة القدم.إي يو (الإنجليزية)
- جوريس مارفو على موقع ليكيب (الفرنسية)
- جوريس مارفو على موقع ناشيونال فوتبول تيمز (الإنجليزية)
- جوريس مارفو على موقع Soccerway.com (الإنجليزية)
- جوريس مارفو على موقع كووورة
- جوريس مارفو على موقع AS.com (الإسبانية)